# Nigerijski građanski rat
Nigerijski građanski rat (6. srpnja 1967. – 15. siječnja 1970.), poznat i kao Biafranski rat, bio je sukob između Nigerije i Republike Biafre, secesionističke države koja je 1967. proglasila neovisnost od Nigerije. Na čelu Nigerije bio je general Yakubu Gowon, a na čelu Biafre potpukovnik Chukwuemeka „Emeka” Odumegwu Ojukwu.
Rat je proizašao iz političkih, etničkih, kulturnih i vjerskih tenzija koje su prethodile formalnoj dekolonizaciji Nigerije od strane Ujedinjenog Kraljevstva. Ovaj građanski rat može se povezati s kolonijalnim spajanjem Britanskog sjevernog protektorata, Kolonije Lagos i Protektorata Južne Nigerije 1914. godine, koje je bilo namijenjeno boljoj upravi zbog blizine ovih protektorata. Međutim, promjena nije uzela u obzir razlike u kulturi i religijama ljudi u svakom području. Natjecanje za političku i ekonomsku moć pogoršalo je napetosti.
Neposredni uzroci rata bili su: vojni puč, protupuč i progoni Igbo naroda u Sjevernoj regiji. Ti događaji doveli su vodstvo Istočne regije do zaključka da moraju zaštititi svoj narod u neovisnoj Biafri. Tijekom dvije i pol godine rata, bilo je oko 100 000 vojnih žrtava, dok je između 500 000 i 2 milijuna biafranskih civila umrlo od gladi zbog nametnute blokade. Rat je bio jedan od prvih globalno televizijski praćenih sukoba, a slike izgladnjele biafranske djece potaknule su značajan porast međunarodne humanitarne pomoći i dovele do osnivanja organizacije Liječnici bez granica.
Rat je istaknuo izazove pan-afrikanizma i rezultirao političkom marginalizacijom Igbo naroda, što je dovelo do pojave igbo nacionalizma i neo-biafranskih secesionističkih skupina.